# 후추구

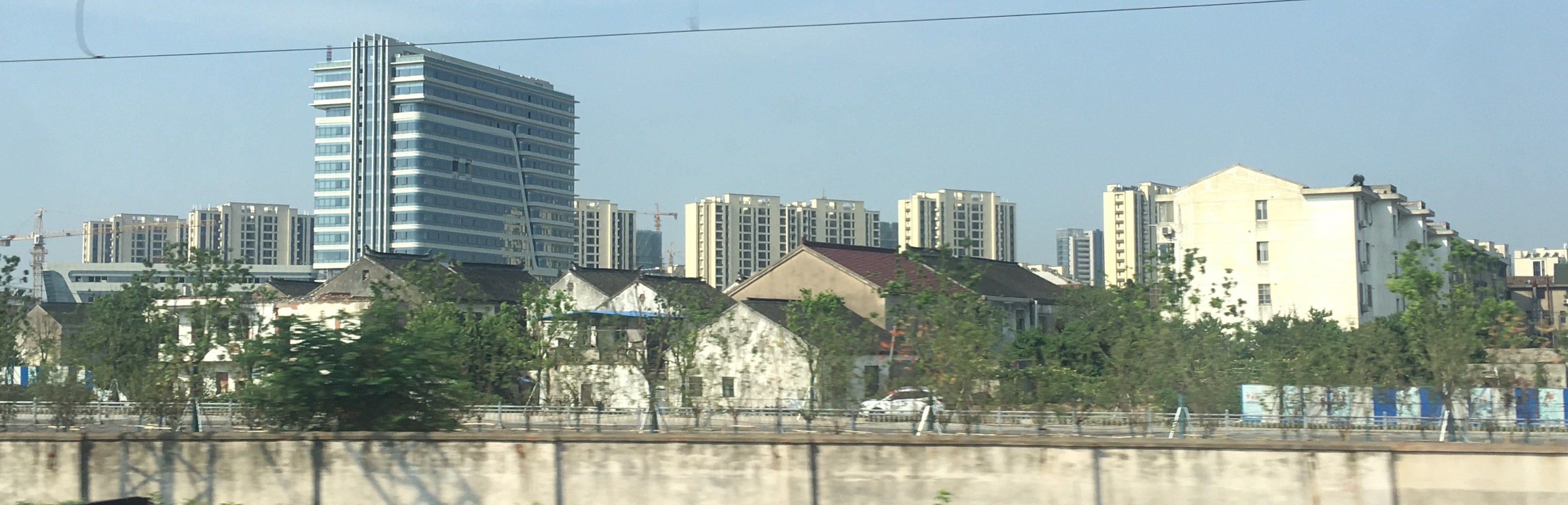

후추구(한국어: 호구구, 중국어: 虎丘区, 병음: Hǔqiū Qū)는 중화인민공화국 장쑤성 쑤저우 시의 행정구역이다. 넓이는 258km2이고, 인구는 2007년 기준으로 650,000명이다.

## 쑤저우 국가 하이테크산업개발구
쑤저우 국가하이테크산업개발구(蘇州國家高新技術產業開發區) 또는 쑤저우 신구(苏州新区)는 중국의 기술과 산업 개발을 위해 특별히 지정된 지역 중 하나이다. 면적은 52km2이고 쑤저우에서 5km 떨어져있다.
구는 쑤저우 정부가 소유한 쑤저우 하이테크산업회사(苏州新区高新技术产业股份有限公司)에 의해 관리된다.

### 역사
쑤저우 신구는 1992년 11월 18일에 중국 정부에 의해 설립되었다. 그것은 APEC 국가들로부터 외국인 투자 유치를 위해 세워진 첫 번째 산업 단지 중 하나였다. 구는 중국의 기술 관련 서비스와 생산품을 위한 수출의 기반 역할을 하였다.
2003년 구의 총 생산가치는 251억 위안이었다. 산업의 판매가 700억 6천만 위안이었고 지방 예산 소득이 15억 3천만 위안이었고 수출액은 87억 6천만 달러였다. 2003년에 구는 40개의 다국적 기업을 비롯한 800개가 넘는 외국 프로젝트를 유치했다. 외국인 투자는 600만 달러에 달했고 이 중 사실상 활용된 외국인 투자는 340만 달러에 달했다. 구는 소비자 전자, 정보 기술, 정밀 기계, 생물공학, 제약 등 다양한 유형의 투자를 유치했다.

### 개발
쑤저우 신구는 외교부와 과학기술부에 의해 승인된 첫 번째 APEC 하이테크 개발구로 ISO14000 자격증을 받았다. 국립 환경보호국은 "ISO14000 국립 시범구"라는 직함을 수여했다.

## 행정 구역
3개 가도, 3개 진을 관할한다.
- 가도: 楓橋街道, 獅山街道, 橫塘街道.
- 진: 滸墅關鎮, 通安鎮, 東渚鎮.